# A-10 тандерболт II
A-10 тандерболт II је амерички борбени авион, специјално пројектован за блиску подршку копненим снагама, из ваздушног простора. Једноставан, ефикасан и „жилав“ двомоторни авион, који може да се користи против свих циљева на копну, укључујући тенкове и друга оклопна возила. Једносед је са двопроточним турбомлазним моторима и класичним крилом. Развио га је Ферчилд-Репаблик, у раним седамдесетим годинама двадесетог века. Конципиран је око тешког аутоматског топа GAU-8 авенџер, што му је основно и веома убојито наоружање. Труп авиона је ојачан са оклопом, допунске масе од 544 kg, што штити пилота и виталне делове авиона. Повећава му „борбену жилавост“ (преживљавање и способност летења и после значајних оштећења у борби).
Име му је повезано са прослављеним авионом из Другог светског рата P-47 тандерболт. А-10 је познатији по свом надимку „Хог“. При конципирању и одређивању намене и начина употребе, имао је велики утицај познати немачки авион Ju 87 G. Другоразредна намена А-10 је контрола ваздушног простора непосредно пред дејства ваздух-земља, у тим задацима наводи друге авионе на циљеве, које у тој функцији и обележава.
Има борбену историју на више ратишта Блиског истока и бивше Југославије, при НАТО агресији.

## Развој
Америчко ратно ваздухопловство је било под великом критиком због мале ефикасности у блиској подршци копнених снага. У Вијетнамском рату, велики број јуришних бомбардера су оборени од стране лаког противавионског оружја, са земље, ракетама земља-ваздух и противавионском топовском ватром. То је довело до нужности развоја авиона већих могућности за преживљавање последица дејства тог оружја. Поред тога, јуришни хеликоптери нису имали наоружање за јаче оклопе, а F-4 фантом и остали амерички авиони, били су неефикасни у дејству ваздух-земља. Од Америчког ратног ваздухопловства, тражена је летелица за ефикасну блиску подршку копнених снага. Захтеви су фокусирани на против-оклопну борбу. Решење је направљено неугледним авионом А-10, који се показао као врхунски, у локалним ратовима у свету.
|  |  |

Примена и принцип интеграције великог топа GAU-8 авенџер, доминантно су одређивали концепцију авиона A-10. То се у жаргону потенцира формулацијом: „A-10 је пројектован око топа GAU-8 авенџер“.

### А-X
У 1966. години, званично је покренут експериментални програм А-X, са циљем да се истраже решења и основа за ефикасан авион за блиску подршку. Америчко ваздухопловство је расписало конкурс, 6. марта 1967. године, за предлог решења. Циљ је био да се направи студија развоја јефтиног и ефикасног авиона за подршку. Пројекат је водио пуковник Евери Кеј (енгл. Avery Kay). У 1969. години су тражени детаљни тактичко-технички захтеви (ТТЗ) за предложени пројекат А-X. Оптималан авион, за ову намену, би требало да поседује дуго време остајања у ваздуху (велику „аутономију лета“), покретљивост на малим брзинама (добре маневарске особине), велику ватрену моћ са масивним топом и способност екстремног преживљавања. За овакав пројекат, могли су начелно бити узори стари авиони Иљушин Ил-2 и Хајнкел Hs 129. Захтеви су лимитирали јединичну цену авиона, до 3 милиона УСА $. Обавезна литература конструктора је била књига „Пилот Штуке“, немачког пилота Ханс Улрих Рудела.
У мају 1970. године, ратно ваздухопловство је саопштило много детаљније захтеве за понуде за развој авиона А-X. Прецизирана је потенцијална опасност од совјетских оклопних снага, у отежаним временским условима. У захтевима је прецизирана одлука о избору топа, калибра од 30 mm. Такође је захтевана максимална брзина авиона од 740 km/h, дужина стазе полетања до 1.200 m, спољна носивост терета до 7.300 kg, борбени радијус до 460 km, и јединична цена до 1,4 милиона УСА $. Током овог периода, одвојено је дат и захтев и за понуду за топ калибра од 30 mm, са каденцом од 4.000 граната у минути и са високом почетном брзином (малом „временском константом“).
Конкурисало је шест фирми, а изабране су Нортроп и Фирџилд-Репаблик за развој упоредних прототипова YA-9A и YA-10A. За испоруку топа GAU-8 изабран је Џенерал електрик.
Прототип YA-10A фирме Фирџилд-Репаблик, направио је први лет 10. маја 1972. године, а YA-9A фирме Нортроп 20 дана касније. Њихова испитивања у лету су почела 21. јуна и 23. августа исте године. На основу добијених резултата донета је одлуку о избору варијанте решења и фирме испоручиоца авиона, која је званично саопштена 18. јануара 1973. године. Америчко ратно ваздухопловство се одлучило за стандард авиона који је понудила фирма Фирџилд-Репаблик, то јест за YA-10A.
Силуета прототипа Нортроп YA-9A, у две пројекције..

### Надградња
Током више година оперативне употребе, А-10 је усавршаван и доопреман са новим системима. Опремљен је 1978. године ласерским проналазачем циљева на земљи, смештеним у мини контејнер испод трупа (енгл. Pave Penny). Са том опремом брзо и лако се пронађе и идентификује циљ. Инерцијални навигациони систем је интегрисан, на овај авион 1980. године. Такође је уграђен савремени рачунар за управљање оружјем, аутопилот и систем за упозорење од судара на земљи. За ноћно летење и извршавање задатака, интегрисане су специјалне наочаре за ноћ. После усвајања система за глобално одређивање положаја (GPS), 1999. године, интегрисан је нови систем навигације и вишенаменски приказивач у кабини пилота. Уводи се систем управљања HOTAS (енгл. hands on throtle and stick), при коме су стално руке на палицама, десна на командама летом и лева на ручици гаса мотора.
Сви авиони А-10, у 2005. години, почели су да се модернизују са увођењем побољшаног система за управљање ватром, електронских противмера, као и интеграција „паметних“ бомби. Модернизовани авиони овим системима обележени су као A-10C. Такође је закључен уговор са фирмом Боинг за уградњу нових крила на 242 примерака авиона, у јуну 2007. године. У јулу 2010. године, Америчко ратно ваздухопловство је закључило уговор за интеграцију нове кациге са нишанским системом у „визиру“. Модификације свих авиона, у стандард A-10C, завршене су до 2011. године, чиме су прецизност и борбена моћ значајно побољшани.

## Пројекат

### Опис
Дводелно крило је ниско постављено, чији је спољни део трапезног, а унутрашњи правоугаоног облика. Спољни делови су са диедром од 7 степени. Велику носивост и робусност крилу обезбеђују три рамењаче. На месту спајања сегмената су гондоле за главне ноге стајног трапа. Дуж размаха, испод крила, постављени су спољни носачи за велики избор спољних терета. Вертикални реп је са две површине (двоструки), стајни трап је типа трицикл. А-10 погоне два двопроточна мотора GE TF-34, интегрисана у гондоле на међусобном растојању изнад задњег дела трупа. Употреба старомодне концепције за делимично увлачење главних ногу помогло је смањењу сложености механизма истих, које би се иначе морале ротирати за 90 степени, да би се сместиле у крило. Ово једноставно решење елиминише потребу да се пресецају рамењаче и уздужнице структуре крила, што би му смањило крутост. Чињеница, да точкови остају делимично извучени, обезбеђује известан степен заштите авиона при принудном слетању на „стомак“.
Труп је кутијастог облика, у коме је смештен пилот у кабини, испод високог капљастог поклопца кабине, у оклопљеном простору („кади“), од титанијумских плоча, дебљине 12,7 до 38,1 mm. Тежина овог дела оклопа је скоро половина од укупног на целом авиону, који износи 544 kg. Структура трупа је изграђена углавном од конвенционалних легура алуминијума, са изузетком ових плоча оклопа од титанијума. Елементи трупа авиона се састоје од равних плоча или од једноставних подсклопова цилиндричног и конусног облика, због једноставне производње и одржавања. У носни део трупа је уграђен топ GAU-8 авенџер.
Нападна ивица крила, крилца, крмила и сва пераја, урађени су од саћастих панела, мале масе а велике крутости и носивости. Метална оплата А-10 је интегрална, добијена фрезовањем дуралних плоча (легуре алуминијума) на коначну целовиту структуру. Фрезовањем су изведени од дебелих плоча сви елементи интегралне носеће структуре, а то су уздужнице, ребра и поља танке коре (оплате), као што је постојало код старије технологије са лименим елементима међусобно везаним закивањем. Код А-10 је ова интегрална структура модуларне конструкције, са резервацијом носивости, тако када се један модул оштети у борби, није нарушена општа носивост структуре авиона, а и лако се замени исправном.
A-10 тандерболт II је респективне управљивости у целој анвелопи, на свима брзинама и висинама лета, што је обезбеђено са повољним специфичним оптерећењем крила и ефикасним крилцима. Те му карактеристике омогућују кратко полетање и слетање и са импровизованих аеродрома, у близини фронта. Може крстарити на малој висини од 300 до 1.500 m, са видљивошћу до 2,4 km. При томе лети релативно малом брзином од 560 km/h, што представља бољу платформу за јуришна борбена дејства од брзих авиона, а то је предност за уништавање спорих и статичних циљева, на тлу.
Повећање узгона, при полетању и слетању, остварује се закрилаца, која су подељена на четири поља (2 + 2). Крилца су типа „сплит“, код којих се горња и доња половина отклањају у ефекат аеродинамичких кочница, без промене трима авиона ни нагоре ни надоле. Унутрашњи сегмент крила има командована преткрилца због спречавања отцепљења ваздушних струјница и ремећења регуларног усисавања ваздуха у моторе. 
Крилца су веће површине, од уобичајене, за 50%. Са тиме је обезбеђено добро ваљање и ефикасност и при њиховом прихватљивом оштећењу.
Проток топлих издувних гасова мотора је изнад хоризонталног и између удвојених површина вертикалног репа. Та чињеница смањује топлотни одраз за системе откривања и навођења ракета, са Земље. Положај мотора иза крила, делимично их и штити од ватреног оружја са Земље, што повећава укупну борбену отпорност авиона, заједно са удаљеном уградњом једног од другог. При ракетном поготку и онеспособљавању једног мотора, А-10 се може безбедно вратити у базу погоном само једног исправног.
Тандерболти II се могу сервисирати у оскудним условима у близини подручја вођења борби. Реализована је доследна стандардизација и универзалност делова. Међусобно су заменљиви сви удвојени, леви и десни склопови, као што су мотори, главне ноге стајног трапа, вертикални репови итд. 
Робусни стајни трап, типа трицикл, са гумама ниског притиска на точковима великог пречника и класично крило омогућавају коришћење кратким, грубих и оштећених полетно-слетних стаза, чак и са оптерећењем авиона поткаченим спољним теретима. Ако су полетно-слетне стазе оштећене, А-10 може да користи помоћне, за аеродромску вожњу и делове ауто-путева.
Предња нога је изван равни симетрије авиона, због захтева за уградњу топа. Последица тога су разлити радијуси левог и десног скретања, у вожњи по земљи. Десни је мањи од левог.
Гориво је смештено у резервоарима унутрашњег сегмента крила и у централном делу трупа. Укупни капацитет унутрашњег горива је 7.598 литара. У носном делу трупа је интегрисан систем за пуњење авиона са горивом у лету.
Инструментална табла у кабини је једноставна, састоји се од аналогних показивача бројних вредности параметара, изузев ТВ екрана за пренос слике спољне сцене (слика горе десно). А-10 није раније поседовао аутопилот, касније га је добио. Такође је кроз модернизацију добио и инерцијални навигациони систем и вишенаменски приказивач података са софистицираном симбологијом. Накнадно је интегрисан и радарски висиномер и ласерски систем за лоцирање циљева на земљи, 1978. године.
Авион А-10 је опремљен са два независна хидро-система, које напајају пумпе постављене на сваки мотор по једна. Трећи резервни систем напаја електро пумпа. Притисак напајања је у хидро системима 210 kg/cm². Хидро-системи напајају хидрауличке покретаче крмила висине и правца, крилаца, закрилаца, преткрилаца, аеродинамичких кочница, ногу стајног трапа и ротирање цеви топа.
Склопови авиона А-10.

### Преживљавање („борбена жилавост“)
A-10 тандерболт II је пројектован по критеријума високог преживљавања и у случајевима значајних оштећења структуре и појединих агрегата. Пошто је намењен за непосредну подршку копнених трупа, „радно место“ му је у непосредном борбеном окружењу, при лету на малој висини, релативно малом брзином, изнад брањених циљева, под непосредном је ватром и дејства ручних ракета земља-ваздух.
Робустан авион А-10 преживљава и директне поготке експлозивних граната калибра до 23 mm. Обезбеђена му је трострука резервација поузданости за све виталне системе, са резервним механичким и са удвостручавањем хидрауличких. На овај начин се обезбеђује да се пилот може вратити у базу и када је изгубљен притисак у хидро-систему и без дела крила или неког другог дела структуре авиона. Предвиђено је да може да лети са једним мотором, једним вертикални репом, са једним закрилцем и са пола оштећеног крила. Резервоари за гориво су, у случају поготка, самозаптивајући и обложени су са против-пожарном пеном. Све три ноге стајног трпа су пројектоване тако да је обезбеђено принудо слетање, без претурања и већих оштећења и у случају престанка напајања њихових покретача са хидро-уљем.
Саставни део кабине је „када“ од титанијума, у којој је пилот заклоњен и заштићен од непријатељске малокалибарске ватре и од граната, калибра до 23 mm, а под неким угловима и до 57 mm. Ова заштита пилота је рађена према искуствима са јуришним авионима из Другог светског рата, као што су Јункерс Ju 87 и Иљушин Ил-2. Заштита је пеналисана увећањем укупне масе авиона за 6%. Пилот је и заштићен и са предње стране непробојним ветробранским стаклом и поклопцем кабине за пројектиле мањег калибра.

### Погон
Намена непосредне подршке, летом на малој висини и при релативно малој брзини, сасвим прецизно дефинише избор погона, за авион A-10 тандерболт II. Захтеви су били поуздан, економичан мотор, са минималним топлотним зрачењем. То се свело на удвојене двопроточне моторе, без допунског сагоревања, који су при интеграцији морали бити заштићени од непријатељске ватре и са најмањим извором топлотног зрачења за сензоре на земљи и на противничким летелицама. Тим условима је одговарао постојећи морнарички мотор Џенерал електрик TF34, примењен на авиону S-3B викинг. Пошто је овај мотор имао и неке морнаричке захтеве, који га усложњавају и поскупљују, а нису од интереса за намену А-10, исти је модификован у једноставнији TF34-GE-100. Са овим моторима је обезбеђен потисак, за погон А-10, од 2 х 40,5 kN, однос им је потиска и масе преко 6, малом специфичном потрошњом горива, а тихи су при раду. Мотор TF34-GE-100 је пројектован за лако и јефтино одржавање, а у циљу даљег повећања поузданости модификован је у варијанту TF34-GE-100A, који је и толерантнији за улетање (усисавање) страних тела.
Позицију уградње мотора у гондоле изнад задњег дела трупа, одредило је више разлога који иду у прилог повећања преживљавања и отпорности авиона А-10.
- Крило заклања моторе и повећава њихову безбедност од погодака ватреним оружјем са Земље.
- Репне површине заклањају издувне гасове и смањују њихов топлотни одраз у односу на Земљу.
- Висок положај мотора, истима смањује могућност усисавања страних предмета и прљавштине са полетно-слетних стаза.
- Удаљени су по висини и дужини од издувних гасова топа, чиме је смањена могућност за њихово гашење од усисавања гасова, као што је случај код неких других авиона.

Одређен положај мотора на А-10 има и своје негативности, а највећа је што може аеродинамички утицај крила да омета добро напајање са ваздухом. На великим нападним угловима отцепљена ваздушна струја на крилу може изазвати „пумпање“ мотора. Да се то не би десило унутрашњи сегмент крила је аеродинамички подешен (са преткрилцима) за стабилно опструјавање и на великим нападним угловима. Други је недостатак, велика удаљеност линије силе потиска мотора од тежишта и аеродинамичког центра авиона, што неповољно утиче на уравнотежење и управљивост авиона. Ово је ублажено са уградњом мотора под углом, што је „пеналисано“ губитком дела потиска (компоненте) за погон авиона.
Сва четири резервоара горива су лоцирана у централном подручју авиона, чиме је смањена вероватноћа прекида њихове везе са мотором. Одвојени су од оплате структуре авиона, што значи да пројектил мора прво пробити оплату па тек онда њих. Већина компоненти, од горивног система, уграђено је у унутрашњост резервоара, тако да у случају њиховог цурења, обезбеђено је да не долази до трајног губитка горива. Предвиђено је преживљавање и у крајње неповољном случају тежег оштећења сва четири резервоара и потпуног губитка горива. За такве случајеве обезбеђена је резерва горива у два самозаптивајућа „сифона“, што обезбеђује прелет авиона, на раздаљину, од 370 km.

### Наоружање
Основно оружје А-10 је топ GAU-8 авенџер и са њим се овај авион са правом може звати „летећа топовњача“, како су се често називали слични авиони у Другом светском рату. То је један од најмоћнијих авионских топова који је икад примењиван у ваздухопловству. Ефикасан је за пробој свих врста оклопа са гранатама са осиромашеним уранијумом. Каденца му је од 2.100 до 4.200 граната у минути, на А-10 је подешен за 3.900, што постигне за пола минуте, с тим да у првој секунди испали 50 граната. Топ је веома прецизан и око њега је обликован предњи део трупа авиона. Оса топа је у равни симетрије авиона, а у добош му стаје 1.350 граната калибра од 30 mm, али из безбедности носи само 1.174. Добош са гранатама је посебно оклопљен дебелом плочом од титанијума, постављеном између њега и оплате тога дела трупа авиона.
Такође убојито оружје на А-10 су вођене ракете ваздух-земља AGM-65 маверик, са чиме се повећава могућност уништавања чврстих објеката. Током операција у Заливском рату AGM-65 маверик је коришћен, спрегнут са инфрацрвеном камером (у недостатку интегрисаног система ФЛИР), као друго оружје по ефикасности на авиону А-10. Такође је ефикасан са дејством касетним, ласерски вођеним и слободно падајућим бомбама. Наоружање интегрисано на авион А-10 је дато у прегледу карактеристика.
|                            |  |  |
| Изглед топа GAU-8 авенџер. |  |  |

### Модернизација
Програм модернизације А-10 се односи на ажурирање 356 авиона на стандард А-10C, нови рачунар, нови екрани (приказивачи) у кабини (у боји) и приказ покретне мапе.
Остала побољшања укључују нове системе за навигацију, могућност да се интегрише „паметно“ оружје, као и способност да се носе интегрисани контејнери са нападно-навигацијском опремом и савремени сензори.

### Боје и ознаке
A-10 тандерболт II лети ниско при земљу, релативно малом брзином и суштински је важно да није и визуелно упадљив. У ту сврху се фарба у маскирну боју сличну окружењу, шема песка, жута, црна и бела за зимске операције, драп, зелена мешовита браон. Најчешћа је маскирање у шумске боје, за минимизирање видљивости за лет над шумовитом терену. За ту сврху се користе зелена, средње зелена и тамно сива боја, како би се уклопио у типичан изглед европских шумских терена, а то је коришћено од осамдесетих до раних деведесетих година, двадесетог века. По завршетку Хладног рата, а на основу искуства из Заливског рата, закључено је да су веће претње за А-10 са Земље и прешло се на шему маскирања „компас дух“, са којом се смањује уочљивост одоздо. Ова шема се састоји у два тона сиве боје, тамнија је према горњој страни авиона, а светлије према доњој и примењује се од раних деведесетих година, двадесетог века.

## Варијанте
- YA-10A – Предсеријска варијанта. Произведено је 12 примера.
- A-10A – Једносед, намењен за блиску ваздухопловну подршку, јуришна варијанта.
- OA-10A – Намена му је, контрола ваздушног простора, непосредно испред подршке.
- YA-10B – Прототип двоседа за варијанту A-10A N/AW, намењеног за дејство по ноћи и при неповољним временским условима. Било је планирано да други члан посаде буде оператор са системима и задужен за навигацију.
- A-10C – Модернизована варијанта А-10.

## Производња
Први серијски А-10, полетео је у октобру 1975. године, а испоруке ваздухопловству почеле су у марту 1976. Укупно, 715 примерака авиона је произведено, последњи је испоручен 1984. године.
Варијанта двоседа је направљена само у једном примерку, програм је отказан и овај прототип ће бити изложен у музеју. Финансирање овог програма, отказао је Амерички конгрес.

## Оперативна употреба

### Увод
Први задатак је био прихват авиона А-10 тандерболт II у оперативној јединици, у марту 1976. године и упознавање га, од стране летачког и техничког састава тренажног пука, стационираног у ваздухопловној бази у Аризони. Затим је била обука за постизање пуне борбене готовости 354. ловачког пука у Јужној Каролини, 1978. године. Следило је ангажовање на обуци за А-10А, летачког и техничког људства, у базама у иностранству, укључујући Енглеску, Немачку, Аљаску и Јужну Кореју.
У почетку је А-10 био непожељан од многих у ваздухопловству. Већина пилота је распоред на А-10 невољно прихватило, због тога што борбени пилоти традиционално фаворизују брзину и изглед авиона, на којима лете. У 1987. години, многи су А-10 преименовани у ОА-10, за задатке контроле ваздушног простора, непосредно испред подршке. ОА-10 је обично опремљен са до шест контејнера са Хидра ракетама од 70 mm, обично бојевим главама са средствима за дим или белим фосфором, који служе за обележавање циљева. Авиони ОА-10 су физички непромењени и у потпуности су задржали способност за борбу, као и стандардни А-10.

### Заливски рат
Авиони А-10 су коришћени у борби, током рата у Заливу 1991. године, тада је са њима уништено више од 900 ирачких тенкова, 2.000 војних возила и 1.200 артиљеријског оруђа. Оборили су два хеликоптера са топом GAU-8. Први ирачки хеликоптер оборио је капетан Роберт Свејн (енгл. Robert Swain), изнад Кувајта 6. фебруара 1991. године, обележавајући први „трофеј“ за А-10, у борби ваздух-ваздух. Током тога рата оборена су четири А-10 и то са ракетама земља-ваздух. Три ОА-10А, теже оштећена, вратили су се у базу, али су били отписани као неупотребљиви. А-10 је имао борбену мисију, у томе рату, са ефикасношћу од 95,7%. Направили су 8.100 борбених летова, и лансирали су у 90% случајева ракете Маверик. После Заливског рата, ратно ваздухопловство је одустало од идеје да замени А-10 са F/A-16 фајтинг фалкон, у задацима блиске подршке копнених трупа из ваздушног простора.

### Бивша Југославија
Амерички А-10 су испалили око 10.000 граната од 30 mm на територију Босне и Херцеговине 1994-1995. године, из њиховог ваздушног простора. Већина тих граната је са осиромашеним уранијумом. Два авиона А-10, 5. августа 1994. године, открили су противтенковска возила. После тога су Срби морали пристати да предају преостало тешко наоружање. У августу 1995. године, покренуто је НАТО бомбардовање Републике Српске, а авиони А-10 су имали централну улогу у томе, уништавајући српске положаје, живу силу и опрему.
Авиони А-10, вратили су се у подручје бивше Југославије, као део операције савезничких снага на Савезну Републику Југославију почетком марта 1999. године. Dо краја трајања бомбардовања, учествовало их је укупно 44 примерка. Тада је један пратио и штитио хеликоптер, који је спашавао пилота, обореног авиона F-117, у Срему.
Ови авиони су извршавали задатке откривања и уништавања циљева. Посебно су били активни на подручју Косова и Метохије, где су испалили највећи број граната са осиромашеним уранијумом. Сматра се да је прва локација подручје Призрена, на којој су А-10 дејствовали са топом, испаљујући гранате са осиромашеним уранијумом. Према подацима Војске Југославије и НАТО (НАТО приказује и већи број) било је 112 дејстава, у периоду од 6. априла до 28. маја 1999. године, авионима А-10, који су дејством топова испаљивали гранате са осиромашеним уранијумом. Пошто му је борбени комплет 1.174 граната и ако је сваки пут просечно испаљено приближно 500, произилази да је у целом периоду испаљено, на подручје СРЈ, око 50.000 граната са осиромашеним уранијумом. То је изузетно велика концентрација тога материјала, што представља веома високу контаминацију земљишта и простора некадашње СРЈ. То су и сва каснија званична мерења и извештаји и потврдили. При томе треба имати у виду да су и бојеве главе многих ракета за против оклопну борбу израђене од осиромашеног уранијума, што још више погоршава последице.
Један A-10 је погођен ракетом СА-13, али је „преживео“ оштећења и успео је, да присилно слети крај Скопља.

### Авганистан и Ирак
А-10 није учествовао у почетним фазама инвазије на Авганистан 2001. године. За кампању против талибана и Ал Каиде, ескадриле А-10 су биле распоређене у Пакистану, а почетком марта 2002. године. у ваздухопловној бази Баграм, Авганистан. Ови А-10 су учествовали у операцији Анаконда. Након те операције, А-10 су остали да се боре против остатака талибана и Ал Каиде.
Операција Ирачка слобода, почела је 20. марта 2003. године. У почетним борбама учествовало је шездесет авиона ОА-10/А-10, у оквиру америчких ваздухопловних снага. По извештајима, у томе сукобу до 30. априла 2003. године, авиони А-10 су убедљиво допринели да се „мисија“ реализује у обиму око 85%, испаливши 311.597 граната калибра од 30 mm. При томе је један А-10 оборен у близини аеродрома у Багдаду, од ирачке ватре са земље. Тада је А-10 летео бацајући пропагандне летке изнад Ирака, при крају рата.
Било је неколико инцидената дејства по сопственим и коалиционим снагама са трагичним последицама, о томе нису публиковани прецизни подаци.

## Корисници
САД
A-10 тандерболт II, искључиво користе оружане америчке снаге, Ратно ваздухопловство САД, Ваздухопловна резерва САД и Ваздухопловна национална гарда САД. Укупно је у оперативној употреби 283 примерака авиона А-10C, закључно са фискалном 2015. годином.
Јединице у којима су у оперативну употребу распоређени авиони A-10 тандерболт II, приказано је:
| - Ратно ваздухопловство САД - 25. ловачка ескадрила - 66. бомбардерска ескадрила - 74. ловачка ескадрила - 75. ловачка ескадрила - 354. ловачка ескадрила - 357. ловачка ескадрила - 358. ловачка ескадрила - 422. ескадрила опитног центра (Вазд. база Нелис, Невада) | - Ваздухопловна национална гарда САД - 104. ловачка ескадрила - 107. ловачка ескадрила - 163. ловачка ескадрила - 190. ловачка ескадрила | - Ваздухопловна резерва - 45. ловачка ескадрила - 47. ловачка ескадрила - 76. ловачка ескадрила - 303. ловачка ескадрила |

Бивше јединице корисници авиона A-10 тандерболт II:
| - Ратно ваздухопловство САД - 18. тактичка ловачка ескадрила - 55. тактичка ловачка ескадрила - 78. тактичка ловачка ескадрила - 81. тактичка ловачка ескадрила - 91. тактичка ловачка ескадрила - 92. тактичка ловачка ескадрила - 343. тактичка ловачка ескадрила - 353. тактичка ловачка ескадрила - 355. тактичка ловачка ескадрила - 356. тактичка ловачка ескадрила - 510. тактичка ловачка ескадрила - 511. тактичка ловачка ескадрила | - Ваздухопловна национална гарда САД - 118. ловачка ескадрила - 131. ловачка ескадрила - 138. ловачка ескадрила - 172. ловачка ескадрила - 176. ловачка ескадрила - 184. ловачка ескадрила | - Ваздухопловна резерва - 47. ловачка ескадрила - 706. ловачка ескадрила |

## Карактеристике (A-10A)
| Опште карактеристике: - Посада: 1 - Дужина: 16,26 m - Размах крила: 17,53 m - Висина: 4,47 m - Површина крила: 47,0 m² - Аеропрофил: NACA 6716 (у корену), NACA 6713 (на врху) - Маса, празан: 11.321 kg - Стандардно оптерећен: 13.782 kg - Непосредна ваздушна подршка: 21.361 kg - Против оклопна мисија: 19.083 kg - Max. тежина полетања: 23.000 kg - Погон: 2 × Џенерал електрик TF34-GE-100A (двопроточни турбомлазни мотор), 40,32 kN, - Капацитет унутрашњих резервоара горива: 4.990 kg | Перформансе: - Гранична брзина: 833 km/h, на 1.500 m, са 18 бомби Mk 82 - Максимална брзина: 706 km/h, на нивоу мора - Брзина крстарења: 560 km/h - „Стол” брзина: 220 km/h - Радијус бомбардовања: - Непосредна ваздушна подршка: 460 km, 1,88 h лета на 1.500 m, 10 min бомбардовања - Против оклопна мисија: 467 km , 75 km на нивоу мора продор и повратак, 30 min бомбардовања - Долет: 4.150 km 90 km/h, са 20 min резерве - Плафон лета: 13.700 m - Брзина успона: 30 m/s - Специфично оптерећење крила: 482 kg/m² - Потисак / тежина: 0.36 |

| Наоружање: - Топ:: 1× 30 mm GAU-8 авенџер, гатлинг рафал са 1.174 граната (капацитет 1.350) - Спољни носачи наориужања: 11 (8× испод-крила и 3× испод-трупа фиксна носача), укупне носивости 7.260 kg у разним комбинацијама: - Невођене ракете: - 4× LAU-61/LAU-68 лансер ракета (сваки са 19× / 7× Хидра (ракета) 70 mm ракета, алтернативно) - 4× LAU-5003 лансер ракета (сваки са 19× CRV7 70 ракета) - 6× LAU-10 лансер ракета (сваки са 4× 127 Зуни (ракете)) - Вођене ракете: - 2× AIM-9 сајдвиндер ваздух-ваздух, за самоодбрану - 6× AGM-65 маверик ваздух-тло - Бомбе: - Mk 80 универзалне бомбе, или - Mk 77, или - BLU-1, BLU-27/B Mk 20, BL-755 (Бел) Кластер бомбе, или - Павивеј ласерски вођене бомбе, или - Оружје за заједнички директан напад (верзија A-10C), или - Вођено оружје (верзија A-10C) - Остало: - SUU-42A/A инфрацрвени мамци, или - AN/ALQ-131 и AN/ALQ-184 контејнер са опремом за против-електронске мере, или - 2× 2.271 lit, резервоари горива за дуг прелет. | Опрема: - AN/AAS-35(V) пев пени, контејнер ласерског трагача - Горњи - нишански приказивач (HUD), за побољшану технику летења и дејство ваздух-земља у подршци. \| \| \| \| \| \| |
| | |
| | |